# Dyspessa rothschildi
Dyspessa rothschildi is een vlinder uit de familie van de Houtboorders (Cossidae).
De soort komt voor in Algerije.